# Песчаная Петровка
Песчаная Петровка (укр. Піщана Петрівка) — село, относится к Николаевскому району Одесской области Украины.
Население по переписи 2001 года составляло 153 человека. Почтовый индекс — 67021. Телефонный код — 8-04857. Занимает площадь 0,92 км². Код КОАТУУ — 5123582805.

## Местный совет
67022, Одесская обл., Николаевский р-н, с. Настасиевка, ул. Центральная, 3а